# Баурчийське оголення
Баурчийське оголення (рум. Aflorimentul Baurci) — пам'ятка природи геологічного або палеонтологічного типу в Гагаузії, Молдова. Знаходиться на дорозі Конгаз - Баурчи, за 2 км від мосту через річку Ялпуг, Конгазьке лісництво, урочище Конгаз, квартал 38, виділ 12. Має площу 1 га. Перебуває у віданні Яргаринського державного лісогосподарського підприємства.